# Dis-moi oui (chanson)
Pour les articles homonymes, voir Dis-moi oui.
Pour la chanson de Johnny Hallyday, voir Dis-moi oui (chanson de Johnny Hallyday).
Ne doit pas être confondu avec Dis oui.
Singles de Colonel Reyel
Ma Star
(2011) Mets toi à l'aise
(2011)
Pistes de Au rapport
Besoin d'évasion Le hasard n'existe pas
Dis-moi oui est le cinquième single extrait en 2011 de l'album Au rapport (2011) du chanteur français Colonel Reyel.
Avec la participation de l'actrice Jennifer Love Hewitt.

## Classements
| Classement (2011)               | Meilleure position |
| ------------------------------- | ------------------ |
| Belgique (Wallonie Ultratip 50) | 8                  |
| France (SNEP)                   | 18                 |
| France (SNEP Téléchargement)    | 17                 |

## Clip
Le clip est réalisé par J.G Biggs. Il fut tourné dans une boite de nuit parisienne.